# Robert Banks
Pour les articles homonymes, voir Banks.
Robert L. Banks (né le 24 novembre 1921, mort le 3 janvier 1989), est un chimiste américain.
Il est né et grandit à Piedmont dans le Missouri. Il est étudiant à la Southeast Missouri State University et il intègre la fraternité Alpha Phi Omega en 1940. En 1946, il est engagé par la Phillips Petroleum Company, entreprise dans laquelle il travaille jusqu'à sa retraite en 1985.
À partir de 1956, il travaille sous la direction de J. Paul Hogan. En 1951, ils inventent le polypropylène cristallin et le polyéthylène haute densité. Ces deux plastiques sont d'abord commercialisés sous la marque Marlex.
En 1987, il reçoit, avec Hogan, la médaille Perkin, et en 2001, ils intègrent le National Inventors Hall of Fame.
Il meurt le 3 janvier 1989 dans le Missouri.

## Sources
- (en) Cet article est partiellement ou en totalité issu de l’article de Wikipédia en anglais intitulé « Robert Banks (chemist) » (voir la liste des auteurs).